# Astragalus ertterae
Astragalus ertterae es una especie de planta herbácea perteneciente a la familia de las leguminosas. Es originaria de Estados Unidos. 

## Descripción
Es una hierba perenne peluda con un tallo de no más de 10 centímetros de largo, parte del cual crece bajo tierra. Tiene 4 o 5 hojas que son de unos pocos centímetros de largo y consta de varios foliolos de forma ovalada. La densa inflorescencia puede contener hasta 17 flores de color crema, cada una de alrededor de un centímetro de largo. El fruto es una hinchada legumbre, sin pelo  que se seca a una textura correosa.

## Distribución
Es una planta herbácea perennifolia que se encuentra en Estados Unidos, donde se distribuye por California.

## Taxonomía
Astragalus ertterae fue descrita por  Barneby & Shevock  y publicado en Aliso 11(4): 585–587, f. 1. 1987.
Etimología
Astragalus: nombre genérico derivado del griego clásico άστράγαλος y luego del Latín astrăgălus aplicado ya en la antigüedad, entre otras cosas, a algunas plantas de la familia Fabaceae, debido a la forma cúbica de sus semillas parecidas a un hueso del pie.
ertterae: epíteto